# Гумперт, Фридрих
Фри́дрих Адо́льф Гу́мперт (нем. Friedrich Adolph Gumpert; 28 апреля 1841, Нойштадт-на-Орле — 31 декабря 1906, Лейпциг) — немецкий валторнист и музыкальный педагог.
Фридрих Гумперт был одним из наиболее выдающихся валторнистов своего времени. С 1864 по 1899 год Гумперт был солистом Лейпцигского оркестра Гевандхауза. В 1896 году он вошёл в первый состав квинтета духовых инструментов этого оркестра. Совместно с фирмой — производителем инструментов «Kruspe» он сконструировал свою именную модель валторны «Gumpert».
Не менее успешна была и педагогическая деятельность Гумперта. С 1864 по 1898 год он преподавал в Лейпцигской школе музыки и театра, в то время называвшейся Лейпцигской королевской консерваторией. Среди его учеников были такие валторнисты, как Антон Хорнер, Макс Хесс, Генрих Лорбер и Макс Поттаг, впоследствии уехавшие в США и фактически положившие начало американской школе игры на валторне. Фридрих Гумперт — автор большого количества транскрипций для валторны и фортепиано, школы игры на валторне, а также многотомного сборника оркестровых трудностей для этого инструмента.
Во многих изданиях сочинений Фридриха Гумперта, а также в литературе о нём, он часто ошибочно называется Гумбертом (Gumbert), вследствие чего его нередко путают с немецким певцом и композитором Фердинандом Гумбертом.